# Лунёв, Всеволод Николаевич
Всеволод Николаевич Лунёв (21 июня 1915 — 23 июня 1991) — российский архитектор. Работал в Воркуте.

## Биография
Всеволод Николаевич Лунёв родился 21 июня 1915 года на Ставрополье, в селе Медвежье.
В 1940 году окончил Московский архитектурный институт. После учёбы был призван в армию, был определён в школу младших командиров в Краснодаре.
Принимал участие в Великой Отечественной войне в ранге рядового. В августе 1941 года попал в плен, в начале 1943 года бежал из него, присоединившись к рядам наступления. Весной 1943 года был направлен на государственную проверку в Подольск, откуда по прошению начальника «Воркутауголь» Михаила Митрофановича Мальцева вместе с другими солдатами попадает в Воркуту.
После освобождения, в июле 1944 года, Всеволод Николаевич начинает работать начальником производственно-технической части стройконторы № 5. Через полгода, в феврале 1945 года, переходит в проектную контору комбината «Воркутауголь».
Первыми архитектурными работами Лунёва были проекты бульвара Победы, дома Политпросвещения, перестройки здания клуба поселка шахты № 1 «Капитальная» в музыкально-драматический театр.
С 1947 года Всеволод Николаевич назначен главным архитектором конторы. За время его работы исполнены проекты здания политпросвещения, музыкально-драматического театра, детской больницы, бульвар Победы, Дворец культуры шахтеров и строителей, плавательный бассейн «Дельфин».
Ключевой проблемой, стоявшей перед коллективом проектной конторы, стала вечная мерзлота. При проектировании и строительстве здания специалистам и рабочим пришлось столкнуться с малоизученными к тому моменту особенностями воркутинского климаты.
Старейшим из сохранившихся произведений Всеволода Николаевича Лунёва является здание Городской детской больницы на площади Кирова, открытой в 1950 году. Одним из ключевых элементов архитектурного ансамбля являлась скульптура И. В. Сталина, которая располагалась на площади в 1949—1960 годах. После демонтажа скульптуры в декабре 1960 года, вместо неё на площади был установлен скульптурный памятник С. М. Кирову совместной работы Лунёва и М. Г. Манизера.
Всеволод Лунёв был одним из авторов генерального плана застройки Воркуты 1951 года.
Следующим произведением архитектора стал Дворец культуры шахтеров и строителей. Строительство здания было начато в 1954 году. Главным конструктором проекта стал инженер С. А. Лубан. Долгое время Дворец культуры был крупнейшим зданием подобного рода не только в городе, но во всей Коми АССР. Открытие здания состоялось в День шахтера 30 августа 1959 года и было приурочено к 25-летию промышленного освоения Печорского угольного бассейна. Этой памяти посвящен небольшой текстовый барельеф на фронтоне дворца.
В 1958 году было завершено здание бассейна «Дельфин», открывающее собой новый участок строительства Воркуты. Несколько лет вместе со зданиями Горного техникума и Горного института бассейн «Дельфин» указывал вектор дальнейшего развития городской застройки. Строительство бассейна вел комбинат «Воркутауголь», находившийся под управлением Николая Васильевича Шерстнёва. В 2009 году у здания обрушился один из углов, позже объект был перестроен в торговый центр.
В Воркуте Лунёв работал до июня 1960 года, после продолжил работу в Украинской ССР. работал во львовском филиале «Гипрограда» — в главном проектном институте в сфере планировки территорий и населенных пунктов в Украине. Лунёв был соавтором генерального плана курорта Трускавец и проекта санатория «Днепр», за что получил премию Совета Министров СССР.
22 сентября 1988 года Всеволод Лунёв был удостоен звания «Почетный гражданин Воркуты».
Скончался 23 июня 1991 года в Львове.

## Творчество

### Работы Всеволода Лунёва
| Год       | Название                                           | Местонахождение                                                                   | Статус | Фото |
| --------- | -------------------------------------------------- | --------------------------------------------------------------------------------- | --- | ---- |
| 1944      |                                                    |                                                                                   | |      |
|           | Дом политпросвещения                               | ул.                                                                               | Сгорел, ныне утрачен. |      |
| 1945-1946 | Бульвар Победы                                     | между Бульварным пер. и Шахтной ул.                                               | В настоящее время на месте бульвара располагается зелёная зона. |      |
| 1950      | Воркутинская детская городская больница (ансамбль) | ул. Комсомольская, 23 (главное здание) ул. Ленинградская, 1 пл. Кирова (памятник) | Памятник, установленный в центре площади, изначально был посвящён И. В. Сталину. В период десталинизации был заменён на памятник С. М. Кирову, в честь которого позже названа площадь. Здание выполняет изначальную функцию до сих пор. |      |
| 1958      | Здание бассейна «Дельфин»                          | ул. Ленина, 37                                                                    | После частичного обрушения в 2009 году оставалось недействительным, в 2020 было переоткрыто в торговый центр, но позже закрыто после обнаружения грибка. Ныне заброшено.                                                                |      |
| 1959      | Дворец культуры Шахтёров (ансамбль)                | пл. Мира                                                                          | Функционирует по сей день. |      |